# Palaquium abundantiflorum
Palaquium abundantiflorum är en tvåhjärtbladig växtart som beskrevs av Herman Johannes Lam. Palaquium abundantiflorum ingår i släktet Palaquium och familjen Sapotaceae. Inga underarter finns listade i Catalogue of Life.